# Vindenergi
Vindenergi eller vindkraft er et udtryk for den kinetiske energi, som vinden indeholder. Den er en indirekte form for solenergi og kan derfor betegnes som vedvarende energi der skåner miljøet.
Vindenergien er i mange hundrede år blevet udnyttet af menneskerne. Det begyndte med at udnytte vinden til at fremdrive sejlskibe eller balloner, eller til at udrette mekanisk arbejde ved hjælp af vindmøller.
I nutiden omdannes vindenergi til elektricitet via vindkraftværker (elektricitetsproducerende vindmøller), der transducerer en spænding i vindkraftværkets vindturbine.

## Dannelsen af vindenergi
Solenergiens uregelmæssige indstråling på jordoverfladen bevirker en forskellig opvarmning af Jordens atmosfære, vand- og landmasserne. Så er en side af Jorden, natsiden, bortvendt fra solen, tilmed er den solare indstråling i nærheden af ækvator større end ved polen. Allerede gennem den herved opståede temperatur- og dermed også lufttrykforskellen, kommer luftmasserne mellem zonerne om ækvator og polen da også mellem Jordens dag og natside, i bevægelse. Jordens rotation bidrager ligeledes til at sætte luftmasserne i bevægelse, og rotationsaksens skævstilling til jordfladen, der danner jordbanen gennem omkredsning af Solen, (ekliptikale flader) fører til årstidernes luftstrømninger.
Der udvikler sig højtryk og lavtryksområder. Da Jorden drejer sig, er de flydende luftmasser udsat for under indflydelse af den fra rotationen resulterende corioliskraft; den strømmer derfor ikke i en lige linje til målet. Derimod danner der sig på nord- og sydhalvkuglen hvivler med forskellig drejeretning. På nordhalvkuglen strømmer luftmasserne (set fra rummet) mod urretningen ind i et højtryksområde og i urets retning ud af højtrykområdet. På sydhalvkuglen er orienteringen omvendt.
Til disse globale forstyrrelser kommer der også de lokale indflydelser til, så vinden opstår. På grund af de forskellige specifikke varmekapaciteter opvarmet af vand opvarmer landjorden sig om dagen hurtigere end vandet, og der blæser om dagen gennem de opståede trykforskelle en vandholdig vind på land. Om natten afkøles landmasserne sig hurtigere end vandet, og det giver den modsatte effekt. Til og lige med kan vinden over vandet udvikle sig uhindret, således at der særlig i kystområderne opstår en regelmæssig og stærk vind. Også gennem bjergformationer og andre lokale udprægninger (f.eks byer), kan der opstå vindstrømninger, der ofte gennem indskrænkede forhindringer (dyse-effekten) bliver forstærket.
Vindens styrke afhænger i de lavere luftlag af hvilke landskabselementer der er i området. Vand, marker, skov eller bebyggelser danner forskellig modstandsgrader, der beskriver luften ved jordoverfladens friktion. Denne effekt fører til en forringelse af vindhastigheden, afhængig af højden over jordfladen.

## Udnyttelse af vindenergi
Vindenergien er gennem tiderne blevet udnyttet af menneskerne til mange forskellige formål, som f.eks til fremdrift af skibe og balloner og til udnyttelse af mekanisk arbejde ved hjælp af vindmøller.
Efter opdagelsen af elektriciteten og opfindelsen af den elektriske generator lå også tanken om at udnytte vindenergien til fremstilling af elektricitet nær. Med forskning og udvikling inden for vindenergi specialiserede man sig også i opbygningen af vingeformer, og bygningen af store vindkraftanlæg. Siden oliekrisen i 1970'erne er der blevet forsket i alternative muligheder for energiforsyning og dermed også udviklingen af de moderne vindkraftanlæg.
Vindenergianlæg kan indsættes til elproduktion i alle klimazoner, på havet og i alle landformer (ved kysterne, inde i landet og i bjergområder).
Udnyttelsen af vindenergi gennem vindkraftanlæg afhænger af størrelsen af vindens fart i navlehøjde, strømmens salgpris og af anlægs og infrastrukturomkostningerne.
De største udvindere af vindenergi til elproduktion er USA, Tyskland, Kina og tidligere Spanien. I Danmark er ca. 20 % af strømproduktionen produceret af vindkraftværker og har dermed Verdens største andel af elproduktion med vindkraft. I nogle regioner i Danmark og Tyskland ligger andelen endnu højere.
I Danmark, Tyskland og Spanien var den politiske vilje afgørende for vindenergiens udvikling. Det førte i de tre lande til udviklingen af en ny stor industrigren. Danmark, Tyskland og Spanien har i nutiden den største produktion af vindkraftanlæg.
Danmark har en førende stilling i produktionen af vindkraftværker (elektricitetsproducerende vindmølle]r). Vestas er (2006) verdens største producent af vindkraftværker. Andre store vindmøllefabrikanter er Siemens Wind Power (Danmark), GE Power (USA) og Gamesa (Spanien).
Verdens største vindkraftværk i drift er på 9,5 MW og bygges af Vestas, men det forventes, at de i fremtiden kan blive endnu større. General Electric arbejder for eksempel på en mølle på 12 MW.